# Comuna Ivanivka, Novoarhanhelsk
Ivanivka (în ucraineană Іванівка) este o comună în raionul Novoarhanhelsk, regiunea Kirovohrad, Ucraina, formată din satele Ivanivka (reședința) și Vukîtîceve.

## Demografie
Componența lingvistică a comunei Ivanivka
     Ucraineană (95,48%)
     Rusă (3,62%)
     Alte limbi (0,65%)
Conform recensământului din 2001, majoritatea populației comunei Ivanivka era vorbitoare de ucraineană (95,48%), existând în minoritate și vorbitori de rusă (3,62%).